# Norbert Seeuws
Norbert Seeuws (Gant, 19 d'agost de 1943) va ser un ciclista belga que fou professional entre 1966 i 1979, i va competir principalment en pista.

## Palmarès
- 1963
  -  Campió de Bèlgica de Persecució per equips amateur
- 1969
  -  Campió de Bèlgica de Persecució
  - 1r dels Sis dies de Charleroi, amb Patrick Sercu
- 1970
  -  Campió de Bèlgica en Madison, amb Patrick Sercu
  - 1r dels Sis dies de Milà, amb Dieter Kemper
- 1972
  - 1r dels Sis dies de Mont-real, amb Julien Stevens